# Cryobiologie
La cryobiologie est une discipline scientifique étudiant le comportement des êtres vivants à de basses températures.
Le terme « cryobiologie » vient du grec κρύος [kryos], « le froid », βίος [bios], « la vie », et λόγος [logos] signifiant globalement « parole », « discours » ou « relation ».
La cryobiologie a permis de mettre au point la cryoconservation, afin de conserver des tissus vivants à de très basses températures (azote liquide : −196 °C ).

## Définitions
Cryobiologiebranche de la biologie qui étudie les effets des basses températures sur les organismes, le plus souvent dans le but de parvenir à cryoconserver.
Cryogéniebranche de la physique, ou de l’ingénierie qui étudie les basses températures ou leur réalisation. Ce terme est souvent confondu à tort avec celui de cryonie.
Cryoniebranche naissante de la cryoconservation des humains et des animaux, dans le but de parvenir ensuite à les restaurer. À l'inverse de la cryogénie ou de la cryobiologie, la cryonie n'est pas une science établie et est encore perçue aujourd'hui avec scepticisme de la part de la plupart des scientifiques et médecins. En tant que technologie, la cryonie tente d'appliquer les résultats de nombreuses sciences, dont la cryobiologie, la cryogénie, la rhéologie, l'oxologie, etc.

## Chronologie

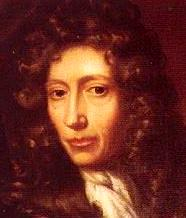
Boyle

On peut retracer l'histoire de la cryobiologie jusqu'à l'Antiquité : dès 2500 av. J.-C. les basses températures étaient utilisées en médecine égyptienne. L'utilisation du froid était recommandée par Hippocrate pour arrêter le saignement et le gonflement. Lors de l'émergence des sciences modernes, Robert Boyle étudia l'effet des basses températures sur les animaux.
En 1949 une équipe de scientifiques dirigée par S. Polge parvinrent à cryoconserver du sperme pour la première fois. Cette avancée mena à un usage beaucoup plus prononcé de la cryoconservation, aujourd'hui utilisée couramment pour le stockage des organes, des tissus et des cellules. Les grands organes, comme le cœur sont généralement stockés et acheminés, pour des durées très courtes, à des températures froides, mais pas basses, à des fins de transplantation. Les cellules en suspension dans un liquide, comme pour le sang ou le sperme, ainsi que des fines sections de tissus peuvent parfois être entreposés sur une durée virtuellement illimitée dans de l'azote liquide. Le sperme humain, les ovules et les embryons sont couramment stockés de cette façon dans le cadre de recherches sur la fertilité ou en vue d'un traitement. Aujourd'hui de nombreuses personnes sont venues au jour, nés d'un ovule ou de sperme cryoconservé. En 2000 naquit pour la première fois un bébé né d'un ovule cryoconservé ainsi que d'un spermatozoïde cryoconservé.
La cryochirurgie fut tentée pour la première fois en 1845 par James Arnott sur un patient atteint d'un cancer. Bien que toujours peu répandue, cette pratique a ses avantages : lors d'un acte de chirurgie sur le cœur, le refroidissement de celui-ci dans la glace permet d'allonger nettement la durée des opérations et diminue la durée de convalescence du patient.

## Exemples chez les animaux
Certains animaux peuvent survivre après une congélation totale ou partielle de plusieurs semaines (65 % de leur eau corporelle transformée en glace et le cœur est arrêté) : la grenouille des bois (Rana sylvatica), la rainette crucifère (Hyla crucifer), la rainette versicolore (Hyla versicolor) et la rainette à trois bandes (Pseudacris triseriata). Elles peuvent supporter des températures allant jusqu'à -8 °C et deviennent alors cassantes comme du verre tout en restant « vivantes » .